# Laurenz Hafenrichter
Laurenz Hafenrichter (19. listopadu 1822 Plesná – 5. března 1898 Praha-Malá Strana), v českých zdrojích uváděný jako Vavřinec Hafenrichter, byl římskokatolický kněz německé národnosti, středoškolský profesor a politik. Vyučoval náboženství na gymnáziích v Chebu (1852–1856) a v Praze (1856–1890). Od 70. let byl kanovníkem v kolegiální kapitule Všech svatých na Pražském hradě; roku 1882 byl jmenován děkanem a 1894 proboštem. V letech 1880–1883 zasedal v Českém zemském sněmu jako zástupce Strany ústavověrného velkostatku. Sepsal německojazyčnou učebnici liturgiky pro gymnázia. Svými krajany byl oceňován jako vzorný německý kněz a chebský patriot.

## Život
Narodil se 19. listopadu 1822 v obci Fleißen (dnes Plesná) u Chebu jako syn mlynáře. Absolvoval chebské gymnázium s výborným prospěchem a po maturitě pokračoval v bohosloveckých studiích v Praze. Na kněze byl vysvěcen 23. listopadu 1845.
Nejprve působil jako kaplan ve Žluticích. V letech 1852 až 1856 vyučoval náboženství, ale také aritmetiku a geometrii na gymnáziu v Chebu. Roku 1856 se přestěhoval do Prahy, kde pracoval jako středoškolský profesor – katecheta nejprve na malostranském (1856–1874), později na novoměstském gymnáziu (1874–1890).
V 70. letech 19. století byl přijat za kanovníka v kolegiální kapitule Všech svatých na Pražském hradě. V roce 1882 tam byl jmenován děkanem a roku 1894 proboštem.
Zapojil se i do politického života. 20. března 1880 byl spolu s několika dalšími zvolen v doplňovací volbě za poslance českého zemského sněmu (volební období 1878–83), kde zastupoval Stranu ústavověrného velkostatku v kurii nesvěřeneckých velkostatků. Ve sněmu zasedal do roku 1883, kdy ve volbách zvítězil český kandidát.
Zastával řadu církevních funkcí — například roku 1862 získal (jako katecheta) expositorium canonicale a 1873 byl jmenován arcibiskupským notářem. Vedle toho byl konsistorním radou a náměstkem starosty Společnosti svatého Bonifáce při pražské arcidiecézi.
Jeho činnost byla široce oceňovaná, zejména v sudetoněmeckých a církevních kruzích. Německojazyčný tisk ho chválil jako příkladného německého kněze, který nikdy nezapomněl na rodné Chebsko. Roku 1891 mu císař udělil rytířský kříž Řádu Františka Josefa. V listopadu 1895 slavil padesáté výročí kněžského svěcení; při té příležitosti byl pozván na audienci k papeži Lvu XIII. do Říma. Papež ho jmenoval komořím (papstlicher Hausprälat) a zplnomocnil ho udělovat apoštolské požehnání.
Laurenz Hafenrichter zemřel v noci na 5. března 1898 ve svém bytě v Praze-Malé Straně v Josefské ulici. Zádušní mše, celebrovaná kardinálem Františkem Schönbornem, se konala v malostranském kostele sv. Tomáše za účasti řady představitelů katolické církve a pražských německých gymnázií. Pohřben byl na Vyšehradě.

## Dílo
Byl autorem německojazyčné učebnice katolické liturgiky pro studenty gymnázií — Liturgik, oder, Erklärung der gottesdienstlichen Handlungen der katholischen Kirche (1869).

## Příbuzenstvo
- Bratr Franz Hafenrichter[3] (1805–1877) se rovněž stal knězem a působil jako děkan v Hroznětíně.[17] V závěti vložil 1000 zlatých do „Studentského nadání P. Františka Hafenrichtera“, které z čistého výtěžku udělovalo stipendium vždy jednomu studentu katolického náboženství ročně ve výši 110 zlatých. Určeno bylo především pro studenty z řad jeho příbuzenstva, jinak pro „jiného hodného žáka“ chebského gymnázia. Vykonavatelem určil Laurenze Hafenrichtera.[18]